# RoRo-skib
RoRo (engelsk akronym: roll on – roll off) er en betegnelse på en skibstype, som har en konstruktion, hvor rullende last kan køres fra kajen og direkte om bord og ud af skibet igen. Det kan være personbiler, lastbiler, busser, både på anhænger, jernbanevogne – men også stykgods, som lastes med gaffeltruck eller ved hjælp af en trailer og da ofte i kombination med gaffeltruck. Dette kan gælde færger så vel som rene lastskibe. Bilfærger kan også betegnes som RoRo-skibe.
Tidligere havde enkelte af denne skibstype store porte i agterstævnen, som gik næsten ned til  vandlinjen. Denne type regnes nu som en risikabel konstruktion: hvis porten bliver utæt og vand trænger ind i lastrummet, vil der i søgang samle sig vand på dækket, som hurtigt kan forflytte sig fra side til side og skabe ustabilitet med en mulig kæntringsfare (dette skete med MV Princess Victoria i 1953, hvor 132 mennesker omkom, med MS Herald of Free Enterprise i 1987, hvor 193 mennesker omkom, og formentlig med M/F Estonia i 1994, hvor 852 mennesker omkom).
På nyere RoRo-skibe er rampen placeret i skibets agterstavn. Nogle skibe har også sideramper.

## Bilskibe
Bilskibe eller bilfragtskibe er en form for RoRo-skibe, som bruges hovedsagelig til at transportere nye biler fra bilproducenter til bilmarkederne i de forskellige lande rundt om i verden.